# Крило Роґалло

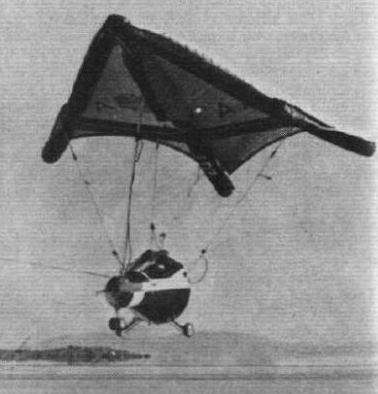
Крило Роґалло в експерименті NASA

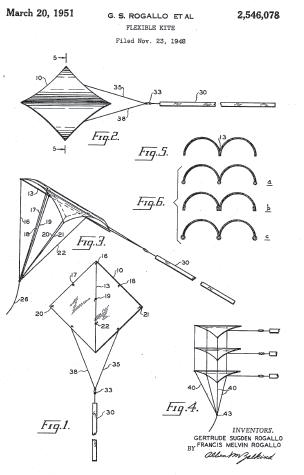
Крило Роґалло на патенті США

Крило Роґалло — гнучке дельтаподібне крило, запропоноване у 1948 році інженером NASA Френсісом Роґалло та його дружиною Гертрудою в результаті їх експериментів з повітряними зміями. Розробники назвали своє крило «Паравінґ».
NASA розглядала гнучке крило Роґалло як альтернативну систему спуску космічних капсул, але згодом від ідеї відмовилась на користь традиційних парашутів.
В подальшому крило Роґалло було доопрацьоване аматорами і стало базовим елементом сучасного дельтаплана та дельта-змія.